# 라이덴 (비디오 게임)
《라이덴》(Raiden)은 일본의 세이부 카이하츠사가 개발한 1~2인용 종 스크롤 슈팅 게임이다. 라이덴 II, 라이덴 DX, 라이덴 3 등의 후속작이 발표되었으며 이에서 라이덴 파이터즈 시리즈도 파생되었다.
주요 무기는 발칸포나 레이저 두가지로, 발칸포는 붉은 색, 레이저는 푸른 색의 아이템으로 업그레이드한다. 부 무장인 미사일도 두가지로, 유도탄과 덤파이어 (dumbfire) 미사일이 있다. 이 외에 위급한 상황에서 사용하면 좋은 폭탄 아이템이 있는데 폭탄을 투하하는데는 시간이 걸리며 2인용 게임 진행 시 두 명이 동시에 폭탄을 투하할 수 없다.
사용자가 다른 사용자를 쏠 경우 파편이 발생한다.